# レイ・チーホン
レイ・チーホン（ウェイス・リー,李子雄,Waise Lee、1959年12月19日 - ）は、香港の俳優。

## 出演作品

### 映画
- ジャスト・ライク・ウェザー 美國心 (1986)
- 男たちの挽歌 (1986)
- シティー・オブ・フューリー 野獣たちの挽歌 (1988)
- 城市特警 (1988)（ウォン警部）
- 大丈夫日記 (1988)
- ガンメン/狼たちのバラッド (1988)
- 蜘蛛に抱かれた女 (1989)（リー警部補）
- 客途秋恨 (1990)（父）
- ワイルド・ブリット (1990)
- スパイゲーム (1990)
- ケネディタウン・ストーリー/嵐の季節 (1990)
- チャイニーズ・ゴースト・ストーリー2 (1990)
- ロアン・リンユィ 阮玲玉 (1991) （黎民偉）
- スウォーズマン 女神伝説の章 (1992) （服部）
- ミスティー (1992) （チャン）
- 月夜の願い (1993)
- 九龍大捜査線 (1993) （ラク）
- キリング・アンド・ロマンス 狂気の愛 (1994)
- レディ・ファイター 詠春拳伝説 (1994)
- 香港麻薬捜査官 (1995)
- 喝采の扉 虎度門 (1996) （應文龍）
- 暗戦 デッドエンド (1999)
- ゴッド・ギャンブラー/賭侠復活 (1999)
- カルマ (2002)
- SARS WAR サーズ・ウォー (2003)
- インファナル・アフェアIII 終極無間 (2003)
- 忍者 (2004) （ブライアン）
- 盗聴犯 死のインサイダー取引 (2009)
- 劇場版 水滸伝 (2011)
- ドラゴン・フォー 秘密の特殊捜査官 隠密 (2014) （王爺）

### テレビドラマ
- 尋秦記 タイムコップ B.C.250 (2001)
- 孫子《兵法》大伝 (2010)
- 水滸伝 (2011)